# Selské ballady
Selské ballady je básnická sbírka balad českého básníka Jaroslava Vrchlického z roku 1885 (přepracovaná verze z roku 1895), která je částí rozsáhlého epického cyklu Zlomky epopeje. Jedná se o sbírku dvaceti sociálních balad, většina básní je však spíš epických než lyrickoepických. Básně se vyznačují jednoduchým jazykem i formou a melodičností. Po formální i jazykové stránce je ve většině básní znát inspiraci českými lidovými písněmi a baladami, případně písněmi kramářskými.
Vrchlický se snažil vytvořit epiku české vesnice, českého sedláka. Některé básně odkazují k antickým a mytologickým motivům (Etruská ballada, Sen Tamerlánův), většina z nich se však týká českého venkova, zejména v raném novověku. Jejich námětem je především náboženský a sociální útlak poddaných šlechtou a katolickou církví v pobělohorském období, případně následné revolty poddaných proti utlačovatelům. Mnohé z nich přímo zpracovávají příběhy lidových hrdinů této doby (např. Jan Sladký Kozina, Matyáš Ulický a jiní), případně výrazných představitelů útlaku (např. hrabě Breda). Při jejich zpracování však autor vycházel spíše z pověstí než z historických pramenů, po historické stránce jsou básně málo přesné, autor si historické události upravoval a interpretoval často dost svérázně. Někdy doslova převrací role zločince a oběti, což platí o vraždě Ludvíka Loreckého ze Lkouše a jeho dvou synů psychopatickým vrahem Petrem Dulíkem. Vrah dětí je zde pojat jako hrdinný mstitel útlaku poddaných, nešťastný Lorecký a jeho malé děti představují "zlou" vrchnost, jíž je třeba zničit.
V poznámce ke sbírce Vrchlický napsal: Všecky historické ballady této sbírky zbudovány jsou na motivech, jež historická fakta poskytla, a jichž největší část čerpal jsem z výtečné studie Svátkovy „Selské vzpoury v Čechách“, vyhražuje si ovšem všady úplnou volnost poetického zpracování.
Pro tuto sbírku jsou charakteristické naturalistické až drastické popisy lidské krutosti, a to jak mučení a zabíjení zajatých sedláků představiteli vrchnosti (např. básně Ballada vánoční, Matyáš Ulický), tak i výjevy brutální msty poddaných, která se nezastaví před mučením duchovních a zabíjením šlechtických dětí (např. báseň Selské kázání a zvláště Lorecký ze Lkouše).